# دیوید مک‌مولن
دیوید مک‌مولن (انگلیسی: David McMullan؛ زادهٔ ۱ ژانویهٔ ۱۹۰۱) بازیکن فوتبال اهل بریتانیا است.
از باشگاه‌هایی که در آن بازی کرده‌است می‌توان به باشگاه فوتبال لیورپول اشاره کرد.